# Seznam ciprskih fizikov
Seznam ciprskih fizikov. turškega rodu

## A
- Eser Aydiroglu

## G
- Ozay Gurtug

## H
- Mustafa Halilsoy

## S
- Izzet Sakalli